# Tavola armonica
La tavola armonica è la superficie piana (o leggermente arcuata) di uno strumento che ha la funzione di aumentare la sonorità dello stesso: è presente in ogni strumento a corda ed è anche chiamata tavola di risonanza.
Nel violino è la parte superiore della cassa su cui poggia il ponticello. 

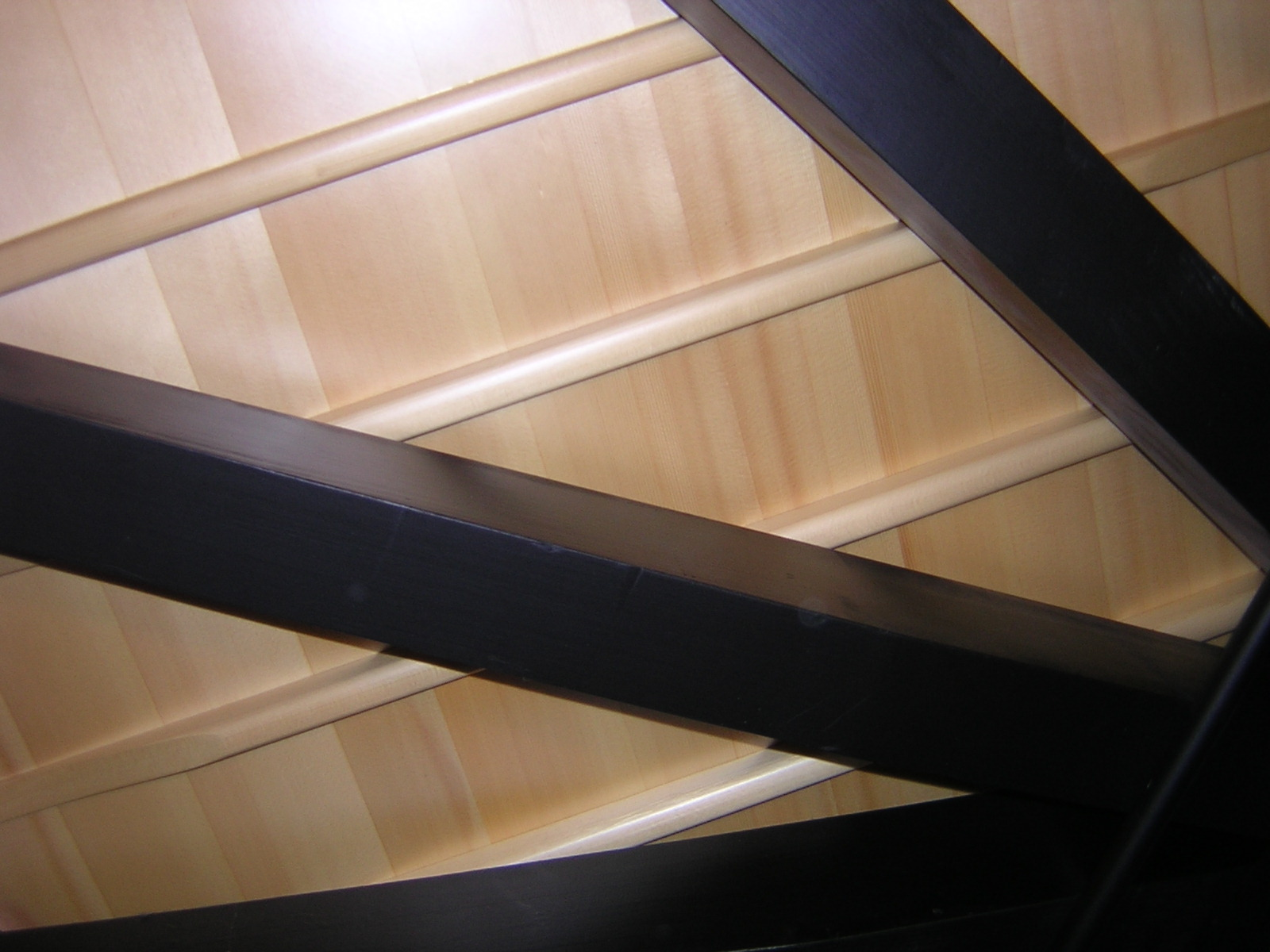
Pianoforte: la tavola armonica vista dal basso

Nel pianoforte è la tavola su cui poggia il telaio. Ha la funzione di amplificare le vibrazioni prodotte dalle corde creando le onde sonore. È evidente che la massa d'aria messa in movimento da ogni singola corda è minima, di conseguenza il volume di suono generato sarà basso. Ma le vibrazioni prodotte anche da una sola corda mettono in movimento tutta la tavola armonica che a sua volta movimenta una massa d'aria molto maggiore amplificando il suono di molte volte.
La tavola armonica è costituita da un insieme di tavolette di abete (bianco o rosso a scelta del costruttore) di risonanza. Gli abeti rossi di risonanza della Val di Fiemme sono famosi da secoli. Già Stradivari costruiva i suoi violini con le tavole di questi abeti. Anche nei boschi della Germania si trovano ottimi abeti di risonanza. Tuttavia gli abeti più utilizzati al mondo, specie dalle grandi fabbriche orientali e dagli americani sono i cosiddetti Sitka provenienti dall'Alaska ove se ne trovano migliaia di km quadrati.
Le tavolette di abete vengono incollate una di fianco all'altra fino a raggiungere un'ampiezza sufficiente per la tavola del pianoforte al quale è destinata. Tali tavolette sono di spessore variabile, generalmente oscillante fra i cinque e i dieci millimetri. Infatti la tavola armonica non presenta lo stesso spessore su tutta la superficie ma spessori variabili nelle diverse zone della tavola stessa. Tali differenze di spessore si ottengono con un accurato lavoro di pialla da parte di personale molto esperto ed è uno dei segreti che ogni costruttore si guarda bene dal divulgare. In generale possiamo dire che gli spessori maggiori si trovano nella regione degli acuti mentre degradano verso la regione dei bassi.
Altra basilare caratteristica della tavola armonica è la cosiddetta curvatura che noi in italiano chiamiamo carica. La carica viene data per poter meglio contrastare la pressione delle corde ed accogliere le vibrazioni che dalle corde vengono trasmesse alla tavola stessa. Per ottenere che la carica si mantenga nel tempo sul dorso della tavola armonica vengono incollate le catene che hanno esattamente il compito di dare la carica alla tavola e di mantenerla il più a lungo possibile. Considerando che la vita dei pianoforti di qualità supera il secolo possiamo immaginare che, dopo così tanti anni, la carica della tavola si sarà persa per effetto della pressione delle corde sulla tavola stessa. Questo è uno degli interventi di restauro più impegnativi che non tutti sono in grado di eseguire.
Sull'altro lato della tavola armonica, cioè sul lato anteriore, si trova il ponticello sul quale appoggiano le corde e che ha il compito di trasmettere le vibrazioni dalle corde alla tavola. Il ponticello è sempre diviso in due parti per effetto dell'incrocio delle corde. Sulla prima parte, più lunga, appoggiano le corde dei medioacuti, mentre sulla seconda parte, più corta, appoggiano le corde dei bassi.
La tavola armonica così completa è poi incollata lungo tutto il perimetro al telaio nei pianoforti verticali od al mantello nei pianoforti a coda costituendo un insieme compatto che chiamiamo corpo sonoro.
Si intuisce che tutti gli incollaggi vanno eseguiti alla perfezione poiché dovranno durare tutta la vita del pianoforte. Infatti nel caso qualche incollaggio si dovesse allentare potrebbe dare origine a fastidiose vibrazioni spesso difficili da individuare.